# Astragalus hafez-shirazi
Astragalus hafez-shirazi är en ärtväxtart som beskrevs av Ahmed Ahmad Parsa. Astragalus hafez-shirazi ingår i släktet vedlar, och familjen ärtväxter. Inga underarter finns listade i Catalogue of Life.